# Feroz Baharudin
Feroz Baharudin (ur. 2 kwietnia 2000) – malezyjski piłkarz, występujący na pozycji obrońcy w malezyjskim klubie Johor Darul Ta'zim FC oraz w reprezentacji Malezji.

## Statystyki

### Klubowe
Na podstawie:
| Klub                  | Sezonów | Liga                  | Liga  | Liga   | Puchar krajowy | Puchar krajowy | Kontynentalne | Kontynentalne | Suma  | Suma   |
| Klub                  | Sezonów | Liga                  | Mecze | Bramki | Mecze          | Bramki         | Mecze         | Bramki        | Mecze | Bramki |
| --------------------- | ------- | --------------------- | ----- | ------ | -------------- | -------------- | ------------- | ------------- | ----- | ------ |
| Johor Darul Ta'zim FC | 4       | Malaysia Super League | 41    | 4      | 21             | 3              | 6             | 1             | 68    | 8      |
|                       | Łącznie | Łącznie               | 41    | 4      | 21             | 3              | 6             | 1             | 68    | 8      |

### Reprezentacyjne
Na podstawie:
| Mecze i gole w reprezentacji | Mecze i gole w reprezentacji | Mecze i gole w reprezentacji | Mecze i gole w reprezentacji | Mecze i gole w reprezentacji | Mecze i gole w reprezentacji | Mecze i gole w reprezentacji | Mecze i gole w reprezentacji |
| Lp.                          | Data                         | Miasto                       | Przeciwnik                   | Wynik                        | Gole                         | Inne                         | Rozgrywki                    |
| ---------------------------- | ---------------------------- | ---------------------------- | ---------------------------- | ---------------------------- | ---------------------------- | ---------------------------- | ---------------------------- |
| 1.                           | 23.03.2023                   | Iskandar Puteri              | Turkmenistan                 | 1:0 (1:0)                    |                              |                              | mecz towarzyski              |
| 2.                           | 14.06.2023                   | Kuala Terengganu             | Wyspy Salomona               | 4:1 (2:1)                    |                              |                              | mecz towarzyski              |
| 3.                           | 04.09.2024                   | Kuala Lumpur                 | Filipiny                     | 2:1 (1:1)                    |                              | asysta                       | mecz towarzyski              |
| 4.                           | 08.09.2024                   | Kuala Lumpur                 | Liban                        | 1:0 (1:0)                    |                              |                              | mecz towarzyski              |
| 5.                           | 14.10.2024                   | Auckland                     | Nowa Zelandia                | 0:4 (0:0)                    |                              |                              | mecz towarzyski              |

## Sukcesy
Na podstawie:

### Klubowe
- Mistrz Malezji 2021, 2022, 2023, 2024/25
- Puchar Malezji 2022
- Malaysia FA Cup 2022, 2024
- Superpuchar Malezji 2022